# Albrecht VII. (Mecklenburg)

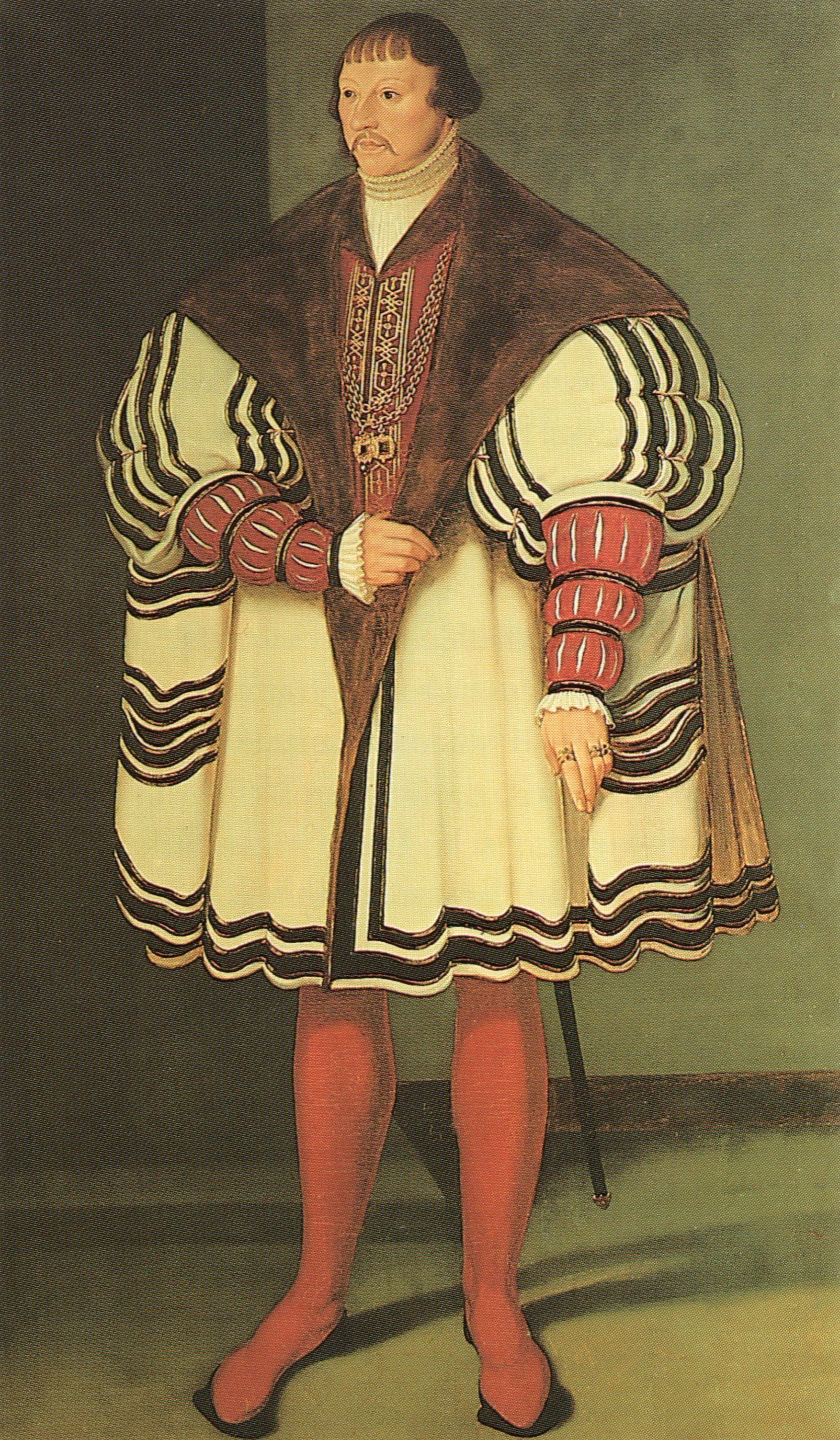
Herzog Albrecht VII. (der Schöne)

Albrecht VII., Herzog zu Mecklenburg, genannt der Schöne (* 25. Juli 1488 in Wismar; † 7. Januar 1547 in Schwerin) war regierender Herzog zu Mecklenburg im Landesteil Mecklenburg-Güstrow.

## Leben
Albrecht war der dritte Sohn des Herzogs Magnus II. zu Mecklenburg, regierte nach dem Tode seines Vaters († 20. November 1503) mit seinem Onkel Balthasar († 16. März 1507) und seinen Brüdern Heinrich V. und Erich II. († 22. Dezember 1508) gemeinschaftlich. In der Landesteilung (Neubrandenburger Hausvertrag) vom 7. Mai 1520 erhielt er das Teilherzogtum Mecklenburg-Güstrow.
Während Heinrich V. von Anfang an die Reformation förderte, trat Albrecht ihr – letztlich vergeblich – entgegen.
Als Christian II. von Dänemark des Thrones 1523 entsetzt und bei dem Versuch, das Land zurückzuerobern, 1531 gefangen worden war, trat Albrecht VII. als Bewerber um den Thron auf, gelangte während der Grafenfehde (1534–1536), auch mit Hilfe der Hansestädte Lübeck und Wismar, in den Besitz von Kopenhagen (8. April 1535), wurde jedoch bald von seinem Gegner Christian III. zu Lande und zu Wasser eingeschlossen. Am 29. Juli 1536 kapitulierte er und entsagte seinen Ansprüchen.
1542/43 strebte er vergebens mit Hilfe einer illustren Partei nach der schwedischen Krone, indem er die Aufständischen um Nils Dacke in Småland und im südlichen Östergötland unterstützte. Auch seine Unterstützung des Dacke-Aufstandes missglückte.
Er wurde im Doberaner Münster hinter dem Hochaltar in der Gruft unter dem Oktogon beigesetzt.

## Heirat und Nachkommen

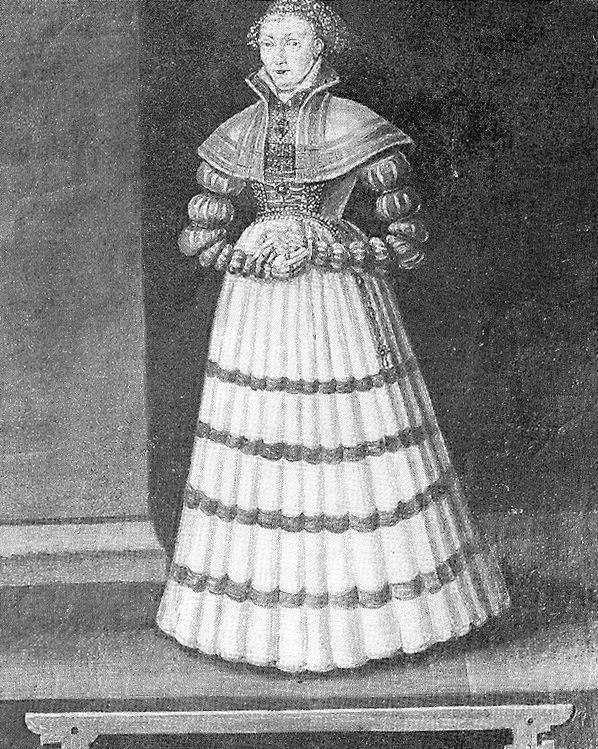
Albrechts Frau, Herzogin Anna, geb. Prinzessin von Brandenburg

Am 17. Januar 1524 vermählte er sich mit Prinzessin Anna (1507–1567), Tochter des Kurfürsten Joachim I. von Brandenburg. Aus der Ehe gingen zehn Kinder hervor:
- Magnus (*/† 1524)
- Johann Albrecht I. Herzog zu Mecklenburg [-Güstrow], ab 1552 ganz Mecklenburg
- Ulrich, ab 1555 Herzog zu Mecklenburg [-Güstrow]
- Georg (1528–1552)
- Anna (1533–1602) ⚭ Gotthard Kettler, seit 1561 Herzog von Kurland und Semgallen
- Ludwig (*/† 1535)
- Johann (*/† 1536)
- Christoph (1537–1592), Administrator des Bistums Ratzeburg (1554–1592)
- Sophie (*/† 1538)
- Karl I. (* 28. September 1540; † 22. Juli 1610)